# 藤野昌言
藤野 昌言（ふじの しょうげん、1832年11月4日〈天保3年10月12日〉 - 1879年〈明治12年〉10月6日）は、明治時代の医師。本名は守誠（もりのぶ）。備後国芦田郡府中市村（現広島県府中市）出身。

## 生涯
1832年（天保3年）、備後国芦田郡府中市村（現広島県府中市）で代々医業を行っていた藤野元英の長男として生まれた。大阪で医学を修め、父親の死により19歳で府中に帰って医業に専念した。貧しい時代に困窮していた人の治療費もとらず、生活の面倒を見ていたともいわれ、正に「医は仁術なり」を言葉通り実行した。1879年（明治12年）、府中市にコレラが猛威を振るったとき、多くの医者が恐れる中で敢然として患者の手当をして救い、遂に自身もコレラに感染し48歳で没した。
親交のあった五弓久文（雪窓）による頌徳の碑文『藤野国手祠堂記』には、「医術は本来今日のためにあるのだ、我が義のために身を虎口におく。安逸を好み労をいとうて座視することが出来ようか。」という藤野の発言が記されている「国手」とは、名医は国の病をも治すという古語から医師に対する最高の尊称である。

## 関連
藤野神社香古堂 - 藤野の人徳を慕った郷土の人々が建立した祠堂。当所、藤野の地所である府中町才田に建てられたが、その隣に遊郭が出来たので出口村羽中に移転し香古堂と呼んだ。その傍には『藤野国手祠堂記』を刻んだ高さ133センチメートルの石碑が建立されている。

## 演じた俳優
- 濱津隆之（映画『名医死す〜感染症と闘った藤野昌言物語〜』、2021年）